# Johan Inger
Johan Inger (né à Stockholm en 1967) est un danseur et chorégraphe suédois.

## Biographie
Il a étudié à la Royal Swedish Ballet School et à la National Ballet School au Canada. En 1985, il rejoint le Royal Swedish Ballet où il devient soliste en 1989. En 1990, il intègre le Nederlands Dans Theater (NDT) aux Pays-Bas. Mellantid marque les débuts de Johan Inger en tant que chorégraphe. Cette première œuvre pour le Nederlands Dans Theater est programmée en 1995 pour le Holland Dance Festival et est récompensée par le Philip Morris Finest Selection Award dans la catégorie danse contemporaine. À la suite de Mellantid, Johan Inger crée plusieurs chorégraphies pour le Nederlands Dans Theater.
En 2001, Mellantid est nommé au British Laurence Olivier Award et Johan Inger reçoit le Lucas Hoving Production Award pour ses chorégraphies Dream Playet Walking Mad. En 2003, Johan Inger est nommé directeur artistique du Ballet Cullberg. Il a créé depuis plusieurs pièces pour la compagnie. Il en quitte la direction en 2009.
Il a deux enfants, une fille Alva et un fils, Elliot, qui ont été scolarisés en Espagne.